# 王宇 (嘉靖癸丑進士)
王宇（？—？），字大猷，號尉臺，直隸蘇州府崑山縣人，軍籍，明朝政治人物。

## 生平
嘉靖十六年（1537年）丁酉科應天府鄉試第七十二名舉人。嘉靖三十二年（1553年）中式癸丑科會試第八十六名，二甲第七十三名進士。刑部观政，授河南裕州知州，起复补山西晋州。历官浙江按察司佥事，隆慶三年（1569年）五月升辽东行太仆寺少卿，四年六月以龐尚鵬前在浙江验解叚疋多粗纰不堪，降二级。

## 家族
曾祖王寶，翰林院檢討；祖父王慶，教諭；父王億，母朱氏。兄王璇、王琨、王完、弟王宙、王宪。